# Portugal nos Jogos Olímpicos de Verão de 2000
Portugal competiu nos Jogos Olímpicos de Verão de 2000, em Sydney, na Austrália.

## Medalhas

### Bronze
- Fernanda Ribeiro — Atletismo, 10.000m Feminino (com o tempo de 30.22.88).
- Nuno Delgado — Judo, Categoria dos –81kg.